# Fran Drescher
Francine „Fran“ Joy Drescher (* 30. září 1957 New York) je americká herečka, bavička, aktivistka a odborářka.

## Život
Vyrostla v Queensu v New Yorku v aškenázské rodině původem z Východní Evropy (její prababička se narodila ve Focşani v Rumunsku). Má rodiče Sylvii a Mortyho Drescherovy a starší sestru Nadine.
Umístila se na druhém místě v soutěži Miss New York Teenager v roce 1973.
Studovala Hillcrest High School, kde potkala svého budoucího manžela Petera Marca Jacobsona, za kterého se provdala, když jí bylo 21 let, roku 1978. Jacobson ji neustále podporoval v její kariéře a psal, režíroval a produkoval její vlastní televizní seriál Chůvu k pohledání.

### Znásilnění

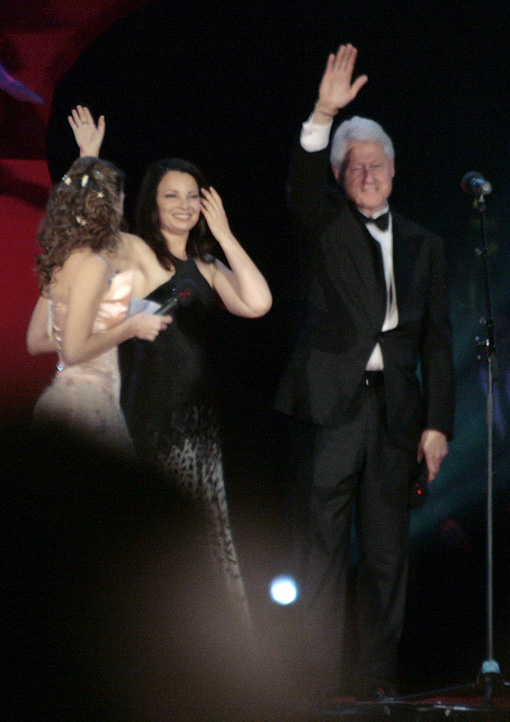
Life Ball 2009; Bill Clinton, Fran Drescher a Elke Winkens

V lednu 1985 se dva ozbrojení zloději vloupali do jejího bytu v Los Angeles. Zatímco jeden vykrádal jejich domov, druhý znásilnil Drescher a její kamarádku. Její manžel byl fyzicky napaden, spoután, a přinucen být svědkem toho všeho. Trvalo mnoho let než to vše překonala, a o hodně déle než to byla schopna sdělit tisku. Její slova byla citována v interview s Larrym Kingem a přestože se jednalo o traumatický zážitek, našla způsob, jakým to obrátit v něco pozitivního. Ve své knize Cancer Schmancer píše: „Celý můj život byl o přeměně špatného v dobré.“ Viděla svého násilníka, který byl podmínečně propuštěn, jak se vrací do vězení odsouzen ke dvěma doživotním odnětím svobody.

### Rozvod a svatba
Roku 1999 se pár rozešel. Důvodem bylo přiznání Petera Marca Jacobsona k homosexualitě. Neměli spolu žádné děti. Později se stýkala s o šestnáct let mladším mužem. V květnu 2009 se přestěhovala zpět do rodného New Yorku. 7. září 2014 se Drescher znovu vdala. Jejím manželem se stal Dr. Shiva Ayyadurai, který je držitelem patentu na email, a bývá označován jako jeho vynálezce. V roce 2016 se pár rozešel.

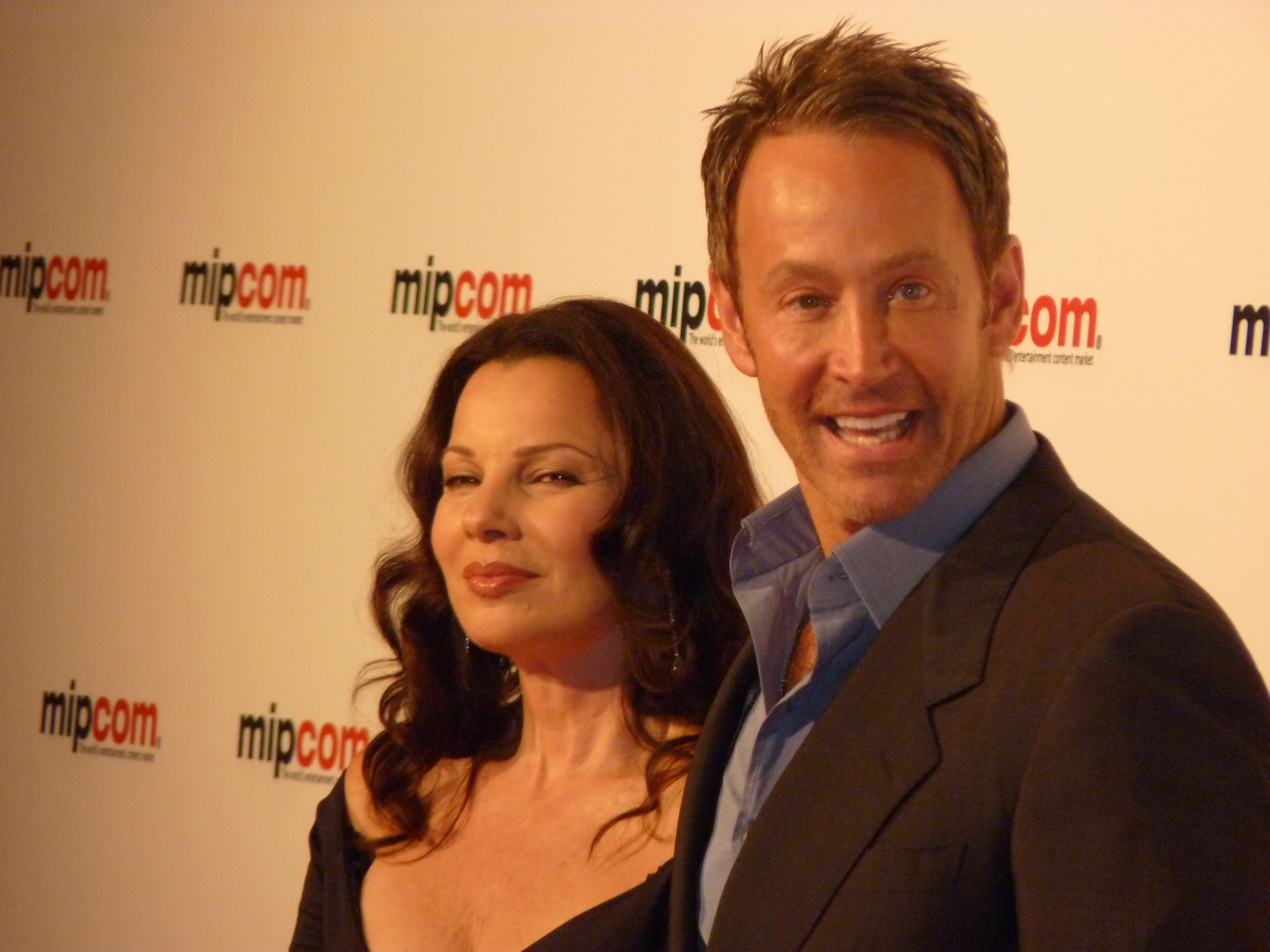
Drescher s Peterem Marcem Jacobsonem

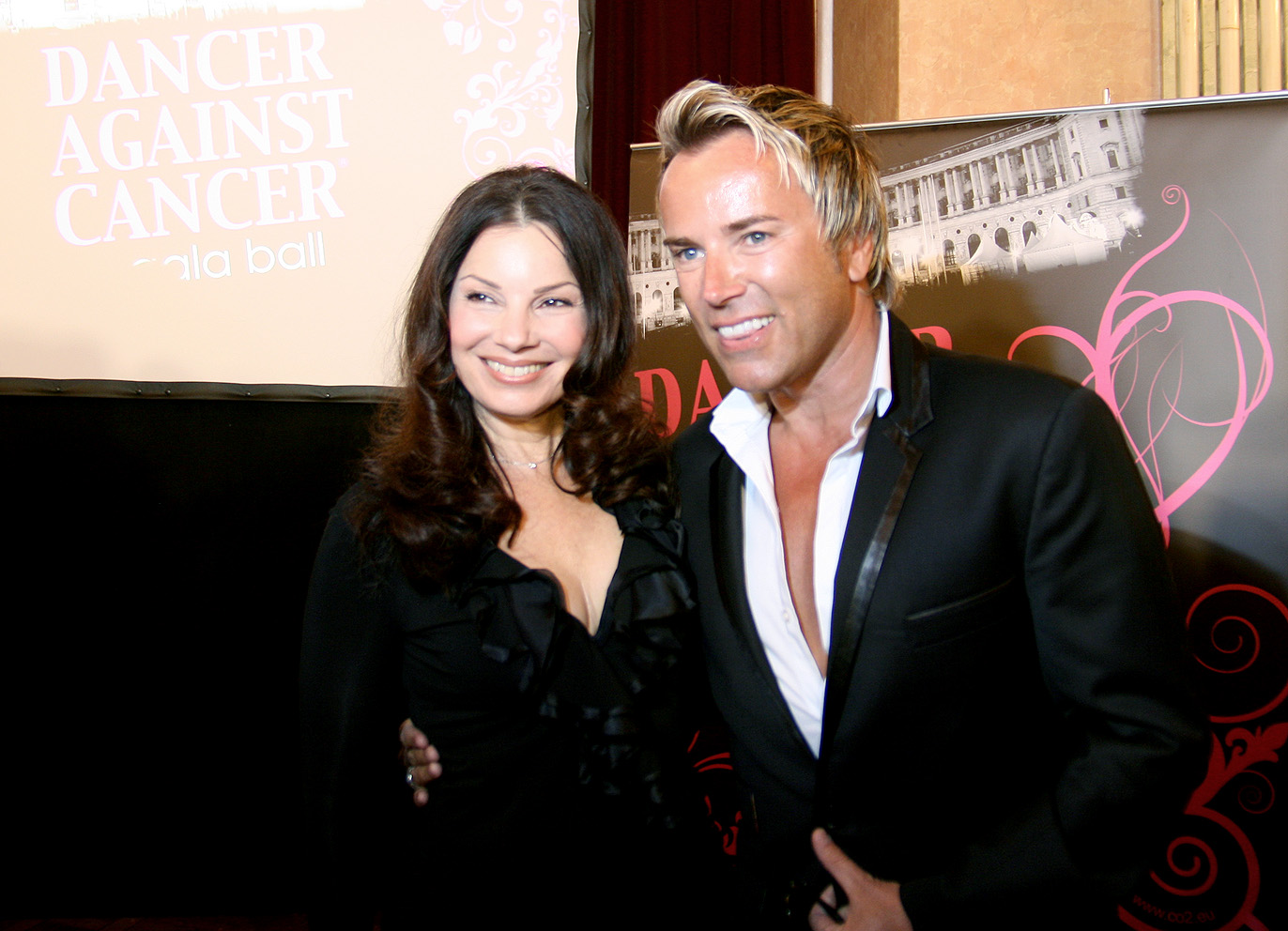
Drescher s tanečníkem Uwem Krögerem

### Boj s rakovinou
Po dvou letech příznaků a vyvráceních nemoci osmi lékaři byla dne 21. června 2000 umístěna do losangeleské nemocnice Cedars Sinai. Lékaři jí zde diagnostikovali rakovinu dělohy. Neprodleně musela podstoupit radikální hysterektomii, aby se předešlo neštěstí. Od té doby byla zdravá a nemusela podstoupit žádnou pooperační léčbu. O svých zkušenostech píše ve své druhé knize Cancer Schmancer.

## Kariéra

### Filmové role
Svoji první důležitou roli dostala v úspěšném filmu Horečka sobotní noci (1977), kde k Johnu Travoltovi pronesla nezapomenutelnou větu: „Jsi v posteli stejně dobrý jako na parketu?“ O rok později na sebe upoutala větší pozornost ve snímcích jako V zajetí rytmu (1978) nebo Summer of Fear (1978). Také dostala výjimečnou roli ve Formanově filmu Ragtime (1981).
Úspěch zaznamenala i jako herečka vedlejších postav například ve filmech The Hollywood Knights, Doctor Detroit, The Big Picture, UHF, Cadillac se slevou nebo Hraje skupina Spinal Tap, dále třeba Ďábelský Santa.
V roce 2012 propůjčila svůj hlas Eunici v animovaném filmu Hotel Transylvánie a v r. 2015 v jeho pokračování.

### Chůva k pohledánía pozdější kariéra
V roce 1993 konečně vytvořila společně se svým manželem svůj vlastní televizní pořad: Chůvu k pohledání vysílanou na stanici CBS do roku 1999. Seriál jí přinesl okamžitý úspěch a ona se stala hvězdou. V tomto sitcomu hraje atraktivní a živou ženu Fran Fine, která se stane chůvou tří dětí: Margaret „Maggie“, Brightona a Grace Sheffieldových; svým vtipem a elegancí si získala přízeň ovdovělého otce Maxwella Sheffielda, usedlého, vyrovnaného, řádného britského džentlmena a broadwayského producenta, kterého si zahrál britský herec Charles Shaughnessy.
Její hlas je kombinací nosovek a typického „newyorského“ akcentu. Ve své autobiografii rozebírá fakt, že toto je jednoduše její skutečný hlas, přestože ho před kamerou trochu přehrává. Píše, že si musela vzít mnoho hodin rétoriky, aby mohla vůbec jít na konkurz, a její smích „střílející kulomet“ se stal jejím poznávacím znamením. Její první kniha je vhodně a humorně pojmenována Enter Whining.
Objevila se ve filmech Jack (1996) režiséra Francise Forda Coppoly, Kosmetička a zvíře (1997) (pro který byla též výkonnou producentkou) a Řezník, kněz a prostituka (2000), ve kterém hrál též Woody Allen.

### Návrat do televize
V roce 2005 se vrátila na obrazovky s novým sitcomem Living with Fran, ve kterém hrála Fran Reeves, matku ve středních letech s dvěma dětmi žijící s Rileyem Martinem (Ryan McPartlin), o polovinu mladším než ona a ne o moc starším než její syn. Charles Shaughnessy, který hrál s Drescher již v Chůvě k pohledání, si zahrál záletného exmanžela Teda. Vysílání Living with Fran bylo 17. května 2006 po dvou sezónách zrušeno, protože WB se spojilo s UPN a společně vytvořily CW, která nově cílila na mladší diváky.
Často také účinkuje jako hostující hvězda v mnoha seriálech.
26. listopadu 2010 začala pro Fox Television Studios a Debmar-Mercury svoji talk show "The Fran Drescher Tawk Show".
V roce 2011 pro TV Land vytvořila nový sitcom, seriál Manžel k pohledání (Happily Divorced). Seriál byl ukončen 23. srpna 2013 po 2 sezónách.

## Společenská angažovanost

### Cancer Schmancer Movement
21. června 2007, sedm let po svém uzdravení, vyhlásila otevření Cancer Schmancer Movement, což je nezisková organizace, která si klade za cíl, aby všechny ženy s rakovinou byly diagnostikovány na nejvyšší úrovni s nejvyšší šancí se vyléčit.
Drescher řekla: „Musíme převzít kontrolu nad našimi těly, stát se většími spolupracovníky s našimi lékaři, navzájem se povzbuzovat, abychom daly vědět našim zákonodárcům, že společný hlas žen je silnější a hlasitější než nejbohatší korporátní lobbisté.“

### Politika
V září 2008 byla jmenována americkou diplomatkou – veřejnou zmocněnkyní pro zdravotní potřeby žen. Poprvé jako diplomatka vycestovala již na konci měsíce a navštívila Rumunsko, Maďarsko, Kosovo a Polsko.
Mimo jiné podporovala senátorku Hillary Clintonovou na prezidentskou nominaci za Demokratickou stranu.

### Vedení odborů
V září 2021 byla Drescher zvolena prezidentkou odborové organizace Screen Actors Guild – American Federation of Television and Radio Artists (SAG-AFTRA, serverem Seznam Zprávy přeloženo jako Cech herců stříbrného plátna – Federace amerických televizních a rozhlasových umělců). V červenci 2023 vedla 160 tisíc členů tohoto svazu do rozsáhlé stávky za účelem získání lepších podmínek ze strany filmových studií a streamovacích platforem.